# Usor Tolang
Usor Tolang is een bestuurslaag in het regentschap Mandailing Natal van de provincie Noord-Sumatra, Indonesië. Usor Tolang telt 384 inwoners (volkstelling 2010).